# Club Deportivo Avispones de Chilpancingo
El Club Deportivo Avispones de Chilpancingo es un equipo de fútbol mexicano que juega en la Serie A de la Segunda División de México y tiene su sede en Chilpancingo, Guerrero.

## Historia
El equipo fue fundado en 1988 y tenía su sede en Acapulco, sin embargo, posteriormente fue adquirido por el Gobierno del Estado de Guerrero y fue trasladado a la ciudad de Chilpancingo. Desde su fundación el equipo militó en la Tercera División, por lo que se fue uno de los equipos más longevos en esa categoría hasta conseguir su ascenso a la Segunda División en el 2022.
El 26 de septiembre de 2014 el club se vio involucrado en un trágico incidente relacionado con la desaparición de los 43 estudiantes normalistas en Iguala. Durante la tarde el equipo había disputado un partido oficial contra el Iguala F.C., el equipo representativo de esa ciudad, tras terminar el juego, alrededor de las once de la noche el autobús que transportaba al plantel y cuerpo técnico se encontraba saliendo de la localidad rumbo a Chilpancingo, en ese momento el camión del club fue tiroteado por un grupo de policías que confundieron al autotransporte con uno de los autobuses que habían sido utilizados por los estudiantes de la Escuela Normal Rural de Ayotzinapa, en el ataque murió el jugador David Josué García Evangelista, el conductor de la unidad donde viajaba el equipo y una pasajera que se encontraba a bordo de un taxi que fue detenido por el incidente, sin embargo, en un principio el impacto del atentado fue relegado por la prensa y las autoridades debido a la preponderancia de la desaparición masiva, ya que además en un principio se consideró al tiroteo contra el equipo como otro ataque contra los estudiantes normalistas.
Tras el atentado se pensó que el equipo dejaría de participar en la temporada, sin embargo el club se reincorporó a la competencia en el mes de noviembre de 2014, aunque recibiendo apoyo psicológico e institucional por parte del gobierno estatal y la liga, incluso el equipo consiguió clasificarse a la liguilla de ascenso durante esa temporada, aunque fueron derrotados en la primera ronda eliminatoria.
En 2019 el equipo volvió a sufrir una tragedia derivada de la crisis de seguridad que afecta a la región, en mayo de ese año, Mario Iván Rodríguez Navarrete, quien fungía como presidente del club, fue asesinado tras un secuestro. Posteriormente a ese hecho el Gobierno del Estado de Guerrero y el Ayuntamiento de Chilpancingo otorgaron apoyos financieros y logísticos para que se asegurara la continuidad del club en el fútbol profesional.
En la temporada 2021-2022 el equipo firmó su mejor participación histórica al alcanzar la final de zona de la Tercera División, después de eliminar a los clubes Selva Cañera, Cruz Azul Lagunas, Sime Soccer y Guerreros DD. Sin embargo, en la final de zona fueron derrotados por el equipo Deportiva Venados de Yucatán. Tras esta derrota el equipo jugó un partido para conseguir una plaza en la Serie B de México, rama secundaria de la Segunda División, el juego fue celebrado el 1 de junio de 2022 ante el club Real Ánimas de Sayula, los Avispones tuvieron la ventaja de poder jugar ese partido en Chilpancingo por haber tenido un mejor desempeño en la fase regular, en el juego los Avispones lograron su promoción de categoría tras derrotar al rival por 8-7 en penales, luego de empatar a tres goles en el tiempo reglamentario.
En su primer torneo en la Segunda División, los Avispones finalizaron en el quinto puesto de la tabla general y se aseguraron su pase al Repechaje en donde fueron eliminados. La misma situación se repitió en el segundo torneo, el Clausura 2023, consiguiendo consolidar al club en un nivel de competencia superior al que habían enfrentado durante la mayor parte de su existencia como club. En su segunda temporada en Serie B el equipo volvió a calificar para la liguilla, quedando eliminados de nueva cuenta en la fase de repechaje.
Tras dos años de estancia en la Serie B, los Avispones lograron demostrar una mejora en su situación financiera e institucional por lo que consiguieron ser aceptados en la Serie A, rama superior de la Segunda División de México, certamen en el que militan a partir del Torneo Apertura 2024.

## Estadio
El Club Deportivo Avispones de Chilpancingo juega sus partidos como local en el Polideportivo Chilpancingo "Gral. Vicente Guerrero Saldaña", la cancha de fútbol recibe el nombre de David Josué García Evangelista en honor del futbolista del club que fue asesinado en Iguala, el campo cuenta con una tribuna que tiene una capacidad aproximada para albergar a 5,000 espectadores.

## Rivalidad
El club tiene una fuerte rivalidad con el Club Deportivo Águilas de la Universidad Autónoma de Guerrero, un partido donde la ciudad se divide y los colores no se mezclan, los partidos entre ambos clubes son conocidos como Clásico Guerrerense. 

## Temporadas
| Temporada     | División           | Posición                       |
| ------------- | ------------------ | ------------------------------ |
| 2010/2011     | 5.Tercera División | 4.º Grupo IV (Treintaidosavos) |
| 2011/2012     | 5.Tercera División | 5.º Grupo IV                   |
| 2012/2013     | 5.Tercera División | 2.º Grupo III (Octavos)        |
| 2013/2014     | 5.Tercera División | 7.º Grupo III                  |
| 2014/2015     | 5.Tercera División | 4.º Grupo VI (Treintaidosavos) |
| 2015/2016     | 5.Tercera División | 2.º Grupo VI (Dieciseisavos)   |
| 2016/2017     | 5.Tercera División | 10.º Grupo VI                  |
| 2017/2018     | 5.Tercera División | 4.º Grupo VI (Fase 1)          |
| 2018/2019     | 5.Tercera División | 4.º Grupo VI (Treintaidosavos) |
| 2019/2020     | 5.Tercera División | 7.º Grupo VI                   |
| 2020/2021     | 5.Tercera División | 5.º Grupo VI (Dieciseisavos)   |
| 2021/2022     | 5.Tercera División | 1.º Grupo VII (Final de Zona)  |
| Apertura 2022 | 4.Segunda Serie B  | 5.º (Reclasificación)          |
| Clausura 2023 | 4.Segunda Serie B  | 5.º (Reclasificación)          |
| 2023/2024     | 4.Segunda Serie B  | 6.º (Reclasificación)          |
| Apertura 2024 | 3.Segunda Serie A  | 11.º Grupo III                 |
| Clausura 2025 | 3.Segunda Serie A  | 3.º Grupo III                  |